# 2003年の横浜ベイスターズ
2003年の横浜ベイスターズ（2003ねんのよこはまベイスターズ）では、2003年の横浜ベイスターズの動向をまとめる。
この年の横浜ベイスターズは、山下大輔監督の1年目のシーズンである。

## 概要
外様の森祇晶前監督で失敗した反省から、チームOBの山下大輔がこの年から監督に就任。山下は慶応の先輩江藤省三をヘッドコーチに招聘。エース候補として福岡ダイエーホークスからFA宣言していた若田部健一、主軸打者として現役メジャーリーガーのスティーブ・コックス、トレードで中嶋聡、デニー友利、ドラフトで村田修一、加藤武治を獲得する大型補強を敢行し、「大ちゃんス打線」と銘打った攻撃優先オーダーで開幕を迎えた。
開幕戦こそ吉見祐治の好投で阪神タイガースに勝利し白星発進したが、その後は投打が噛み合わず4月末時点で5勝20敗の勝率2割。補強した選手の殆どが戦力にならず、4月25日以降は最下位から抜け出せなかった。このシーズンは阪神が首位を独走するなか対阪神戦16連敗を含む6勝22敗と完全にカモにされた。その阪神戦の大型連敗期間中の試合後佐伯貴弘は何度も涙を流した。
打撃陣では、新外国人のタイロン・ウッズが打率.273、40本塁打（本塁打王のタイトルを獲得）、87打点と大活躍して4番打者に定着、さらにルーキーの村田修一が25本塁打をマークするなどチーム本塁打数は前年の97本から192本（リーグ2位）に倍増。鈴木尚典は打率.311、19本塁打と復活し、金城龍彦も打率3割、16本塁打と復調した。だがその一方で、チーム打率.258、三振数1,110（共にリーグワースト）、チーム得点はリーグ5位と粗い攻撃が最後まで解消されることはなかった。投手陣ではクリス・ホルト、ドミンゴ・グスマンらが奮闘するも、チーム防御率4.80、失策数114（共にリーグワースト）、チーム最多勝はドミンゴの8勝で斎藤隆が6勝、三浦大輔が5勝、吉見が3勝、若田部が0勝、2桁勝利投手0人とシーズンを通して不調であった。また新守護神として獲得したマット・ホワイトサイドが成績不振で7月に解雇されたため、同時期に起用法を巡って中日ドラゴンズを退団したエディ・ギャラードを7月28日に獲得。トレード期限の6月30日を過ぎての珍しい移籍となった。抑えはデニーなど起用したが固定できなかった、
最終的には45勝94敗1分の借金49と惨憺たる成績に終わり、優勝した阪神と42.5ゲーム差、5位の広島東洋カープにも22ゲーム差をつけられたうえ全球団に負け越し、2年連続の最下位に終わった。シーズン90敗以上は1970年のヤクルトスワローズ以来、NPBでは33年ぶり。オフには遠藤一彦、森繁和両投手コーチが投手陣崩壊の責任を取り辞任。更に福盛和男・矢野英司とのトレードで大阪近鉄バファローズから門倉健・宇高伸次を、横山道哉とのトレードで日本ハムファイターズから野中信吾を獲得した一方、金銭トレードで中嶋聡を日本ハムへ、竹下慎太郎を阪神へ放出する計4件のトレードを敢行した。
『神奈川新聞』記者の石橋学は当時のベイスターズのチーム事情について、ベテランがミスに笑みを浮かべており、それを咎める首脳陣や選手もいない状況であり、球団に対し5年前の1998年にセ・リーグ優勝を達成した際のイメージを持っていた新人選手がそのようなチームの実情を目の当たりにして絶望し、連敗中のナイトゲーム終了後に自身に対し「一体、どうなっているんですか。ベイスターズってこんなチームだったんですか」と吐露していたことや、自分を含む記者たちの間でも「ベイスターズは100敗するか」という話題が出るようになり、取材に勝敗数を計算するための電卓が欠かせなくなったと述べている。

## チーム成績

### レギュラーシーズン
|   | 開幕：3/28 | 開幕：3/28 | 5/1 | 5/1      | 6/1 | 6/1      | 7/1 | 7/1      | 8/1 | 8/1      | 9/2 | 9/2      |
| - | ---------- | ---------- | --- | -------- | --- | -------- | --- | -------- | --- | -------- | --- | -------- |
| 1 | 遊         | 石井琢朗   | 中  | 金城龍彦 | 中  | 金城龍彦 | 中  | 金城龍彦 | 中  | 金城龍彦 | 中  | 金城龍彦 |
| 2 | 右         | 種田仁     | 三  | 小川博文 | 遊  | 内川聖一 | 遊  | 石井琢朗 | 遊  | 石井琢朗 | 二  | 内川聖一 |
| 3 | 左         | 鈴木尚典   | 左  | 鈴木尚典 | 左  | 鈴木尚典 | 左  | 鈴木尚典 | 右  | 多村仁   | 右  | 多村仁   |
| 4 | 一         | T.ウッズ   | 一  | T.ウッズ | 右  | T.ウッズ | 一  | T.ウッズ | 一  | T.ウッズ | 一  | T.ウッズ |
| 5 | 二         | 小川博文   | 右  | 佐伯貴弘 | 一  | コックス | 右  | 佐伯貴弘 | 三  | 古木克明 | 左  | 種田仁   |
| 6 | 三         | 古木克明   | 二  | 村田修一 | 二  | 村田修一 | 二  | 村田修一 | 左  | 鈴木尚典 | 三  | 村田修一 |
| 7 | 中         | 金城龍彦   | 遊  | 石井琢朗 | 三  | 古木克明 | 三  | 古木克明 | 二  | 万永貴司 | 遊  | 石井琢朗 |
| 8 | 捕         | 中嶋聡     | 捕  | 中村武志 | 捕  | 中村武志 | 捕  | 中村武志 | 捕  | 相川亮二 | 捕  | 相川亮二 |
| 9 | 投         | 吉見祐治   | 投  | ドミンゴ | 投  | 三浦大輔 | 投  | ホルト   | 投  | 秦裕二   | 投  | 川村丈夫 |

| 順位 | 4月終了時 | 4月終了時 | 5月終了時 | 5月終了時 | 6月終了時 | 6月終了時 | 7月終了時 | 7月終了時 | 8月終了時 | 8月終了時 | 最終成績 | 最終成績 |
| ---- | --------- | --------- | --------- | --------- | --------- | --------- | --------- | --------- | --------- | --------- | -------- | -------- |
| 1位  | 阪神      | --        | 阪神      | --        | 阪神      | --        | 阪神      | --        | 阪神      | --        | 阪神     | --       |
| 2位  | ヤクルト  | 2.0       | 巨人      | 8.0       | 中日      | 12.5      | 中日      | 17.5      | 巨人      | 16.0      | 中日     | 14.5     |
| 3位  | 巨人      | 2.5       | 中日      | 8.0       | 巨人      | 8.5       | ヤクルト  | 19.0      | 中日      | 17.5      | 巨人     | 15.5     |
| 4位  | 中日      | 2.5       | ヤクルト  | 9.5       | ヤクルト  | 14.0      | 巨人      | 19.5      | ヤクルト  | 18.5      | ヤクルト | 15.5     |
| 5位  | 広島      | 3.0       | 広島      | 11.5      | 広島      | 17.0      | 広島      | 22.0      | 広島      | 19.5      | 広島     | 20.0     |
| 6位  | 横浜      | 11.0      | 横浜      | 20.0      | 横浜      | 30.0      | 横浜      | 39.0      | 横浜      | 42.5      | 横浜     | 42.5     |

| 順位 | 球団               | 勝 | 敗 | 分 | 勝率 | 差   |
| 1位  | 阪神タイガース     | 87 | 51 | 2  | .630 | 優勝 |
| 2位  | 中日ドラゴンズ     | 73 | 66 | 1  | .525 | 14.5 |
| 3位  | 読売ジャイアンツ   | 71 | 66 | 3  | .518 | 15.5 |
| 3位  | ヤクルトスワローズ | 71 | 66 | 3  | .518 | 15.5 |
| 5位  | 広島東洋カープ     | 67 | 71 | 2  | .486 | 20.0 |
| 6位  | 横浜ベイスターズ   | 45 | 94 | 1  | .324 | 42.5 |

## オールスターゲーム2003
| - ファン投票 選出なし | - 監督推薦 金城龍彦 |

## 表彰選手
| - タイロン・ウッズ 本塁打王（40本、初受賞） | - ベストナイン 受賞者なし - ゴールデングラブ賞 受賞者なし |

## ドラフト
| 順位       | 選手名         | ポジション     | 所属           | 結果           |
| ---------- | -------------- | -------------- | -------------- | -------------- |
| 自由獲得枠 | 吉川輝昭       | 投手           | 日本文理大学   | 入団           |
| 自由獲得枠 | 森大輔         | 投手           | 三菱ふそう川崎 | 入団           |
| 1巡目      | （選択権なし） | （選択権なし） | （選択権なし） | （選択権なし） |
| 2巡目      | （選択権なし） | （選択権なし） | （選択権なし） | （選択権なし） |
| 3巡目      | （選択権なし） | （選択権なし） | （選択権なし） | （選択権なし） |
| 4巡目      | 牛田成樹       | 投手           | 明治大学       | 入団           |
| 5巡目      | 呉本成徳       | 内野手         | 明治大学       | 入団           |